# コンスタル105N2k/2000
105N2k/2000は、ポーランドの鉄道車両メーカーであるアルストム・コンスタルが開発した路面電車車両。同社が社会主義時代に生産したコンスタル105Naの発展型車両で、ワルシャワ市電とシュチェチン市電に導入された。

## 概要

### 導入までの経緯
コンスタル105Naは、アルストムに吸収される以前の「コンスタル（Konstal）」時代の1979年から1992年にかけて生産され、ポーランド各地の路面電車へ向けて導入された電車（ボギー車）である。この車両の制御方式は旧来の抵抗制御方式であり、1980年代以降は消費電力が削減可能な電機子チョッパ制御方式を搭載した車両の生産が行われた。特に民主化後の1995年からワルシャワに在籍する車両を改造する形で導入された105N1kと105N2kは、制御方式の変更に加えて集電装置の変更、タコグラフの搭載、乗降扉の減少、運転台への空調装置の設置などの各種の設計変更が実施され、2000年まで量産が実施された105N2kは高い信頼性を記録した。
これを受け、ワルシャワ市電の運営事業者は同様の機構を用いた増備車両の導入契約をアルストム・コンスタルとの間に結び、加えてシュチェチンの路面電車（シュチェチン市電）の運営事業者も同型車両を発注した。これを受け、同社が生産を実施したのが105N2k/2000である。

### 構造
右側通行に適したボギー車で2両編成での運用を前提としており、後方に連結される車両（B車）には運転室が存在しない。ただし前方の車両（A車）と共に運転台の構造は同一で、B車については車庫内での使用を考慮している。従来の車両からの大きく変わった点は車体のデザインで、最新のモデリング技術を使用し、構造強度計算に基づき、従来の車両と同様の強度と剛性を維持しながらも大幅な構造変更が行われている。また、車体の組み立てに際しては最新のレーザー切断や板金加工技術が採用された事により溶接個所が減少し、従来の車両と比べての軽量化が実現している。一方、電気機器についてはコンバータの強化を除いて105N2kと同様の構造が用いられている。車内は高床構造で乗降扉付近にはステップが存在する一方、導入費用は製造当時ポーランド各地に導入されていた国外製の車両（超低床電車）と比べ半分以上に抑えられている。

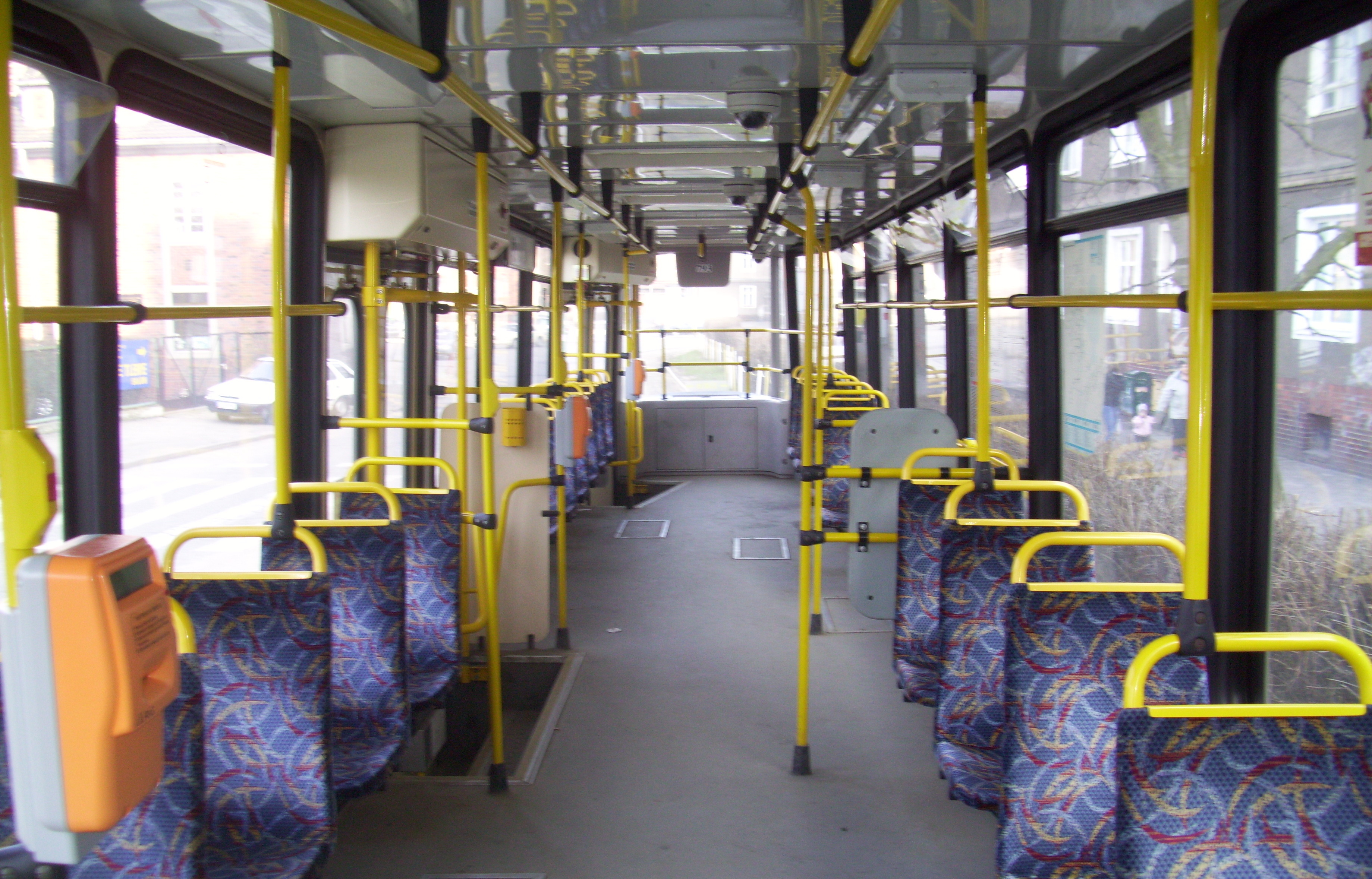
車内（シュチェチン市電）
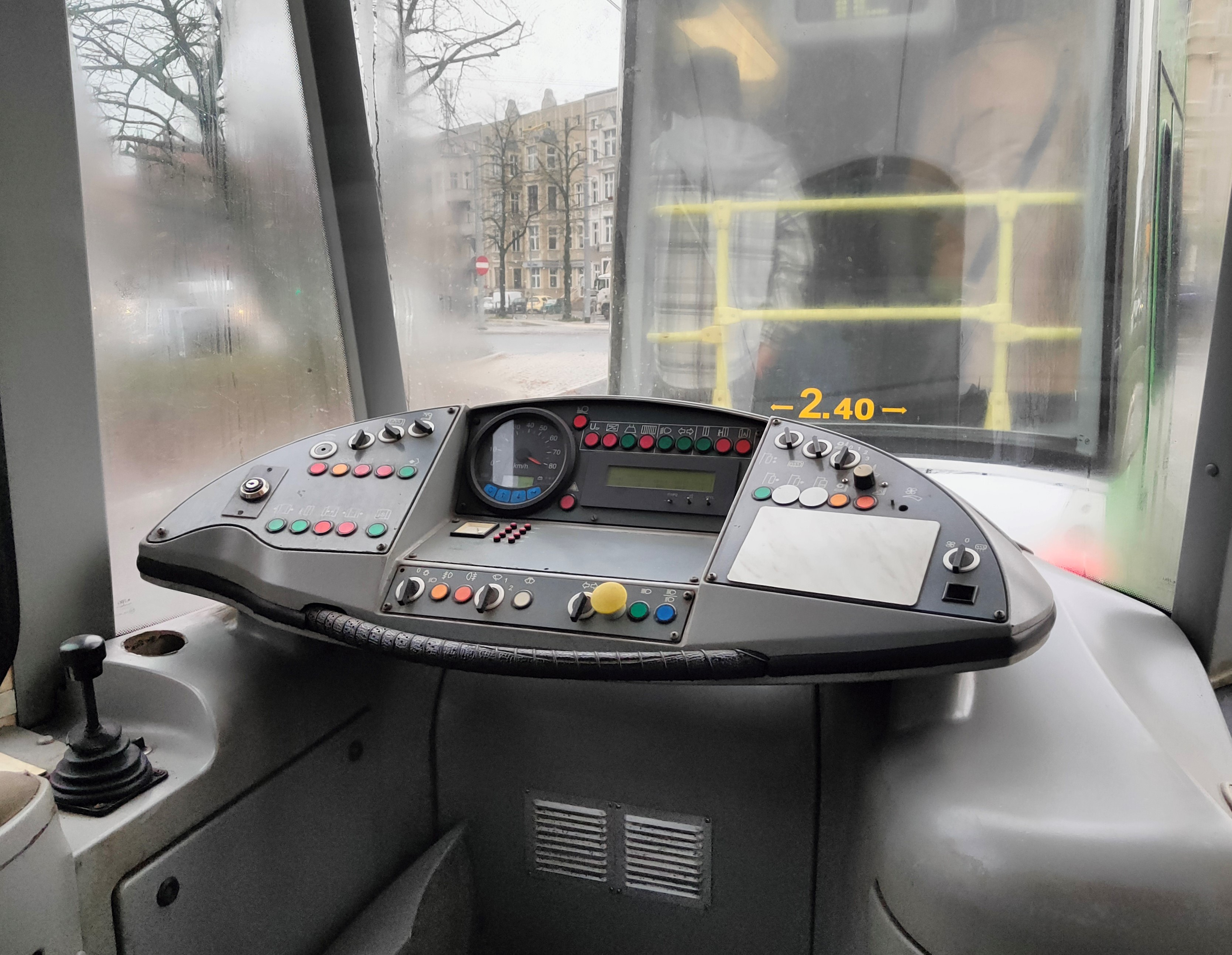
運転台（シュチェチン市電）
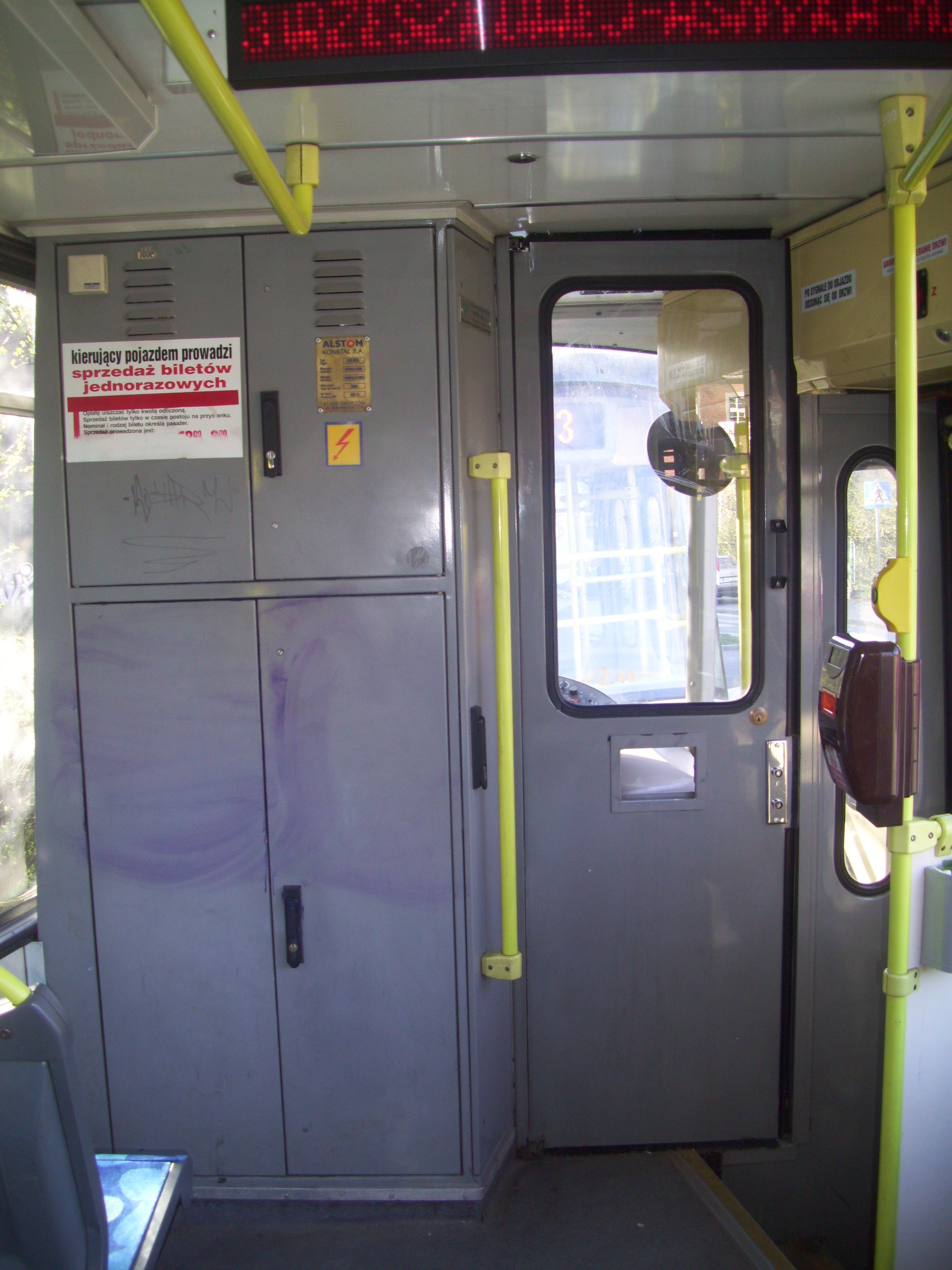
運転室と客室は仕切りで区切られている（シュチェチン市電）
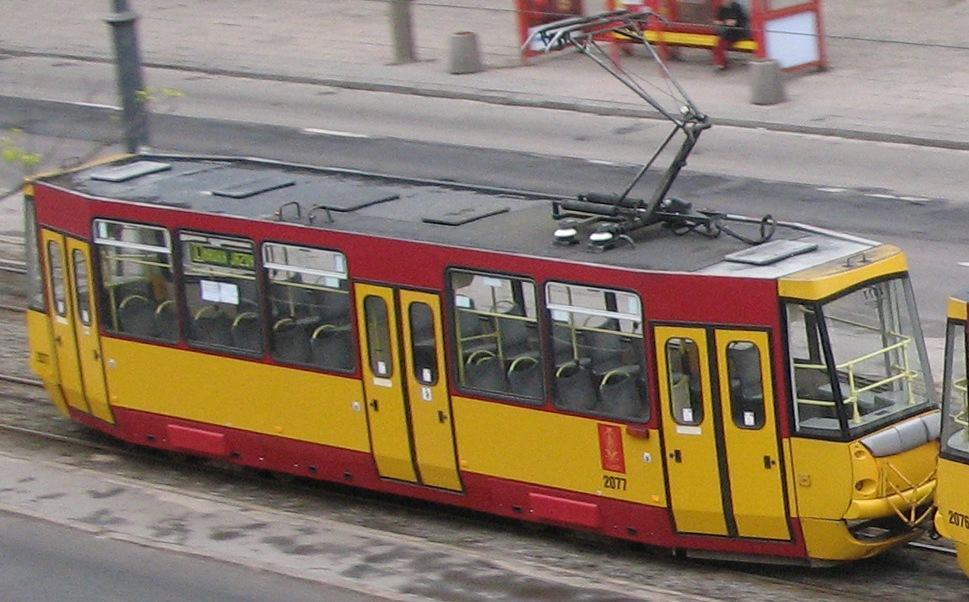
後方に連結する車両には運転室がない（ワルシャワ市電）
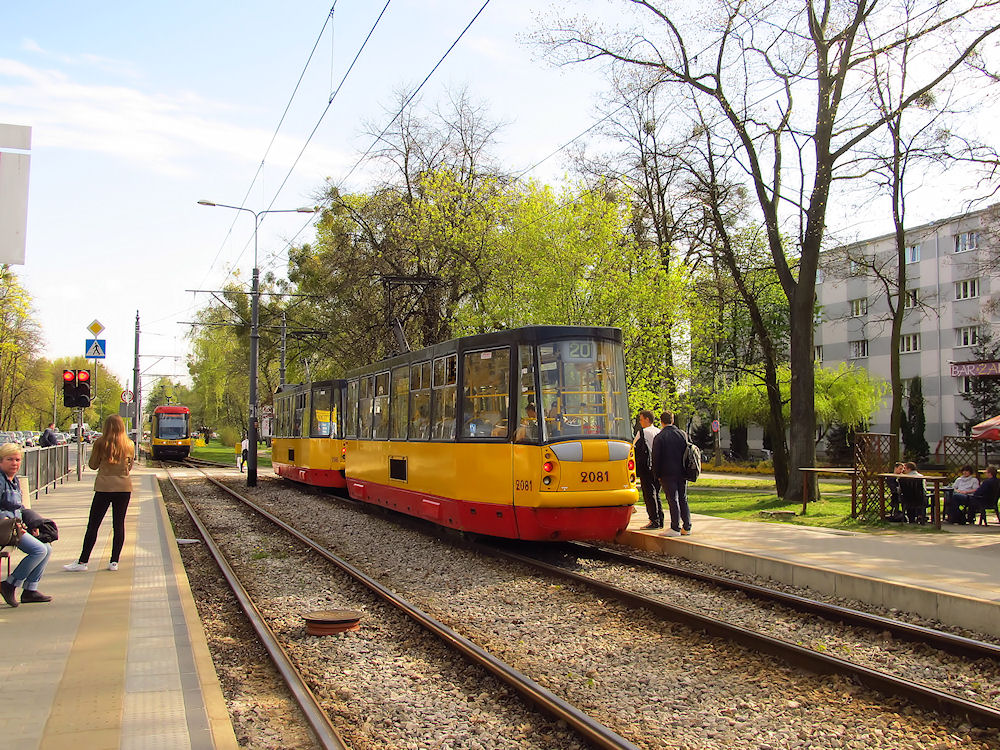
車体の左側には乗降扉が存在しない（ワルシャワ市電）

## 関連項目

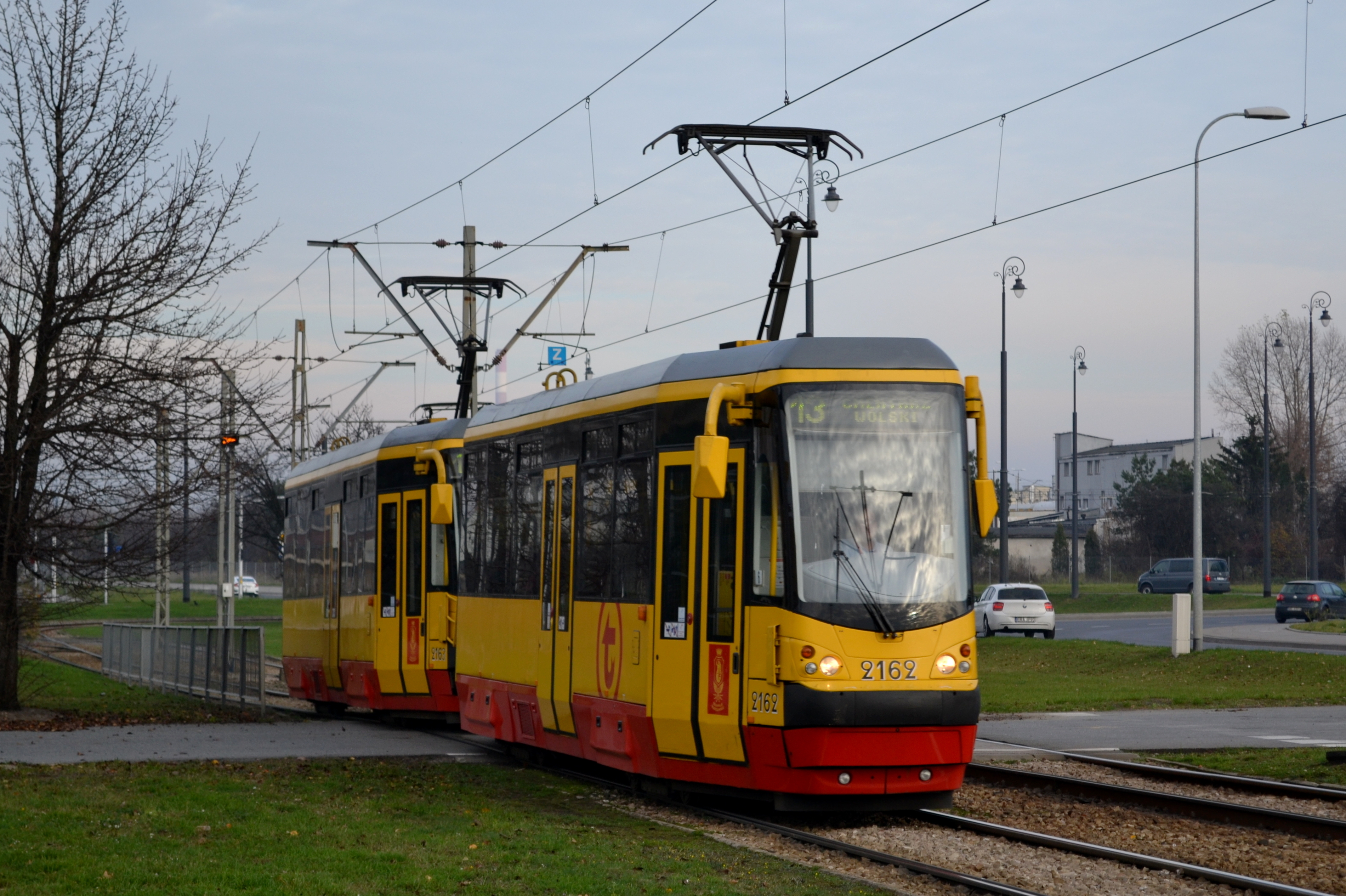
123N（ワルシャワ市電）
（2018年撮影）

## 運用
105N2k/2000は2000年から生産が行われ、前述の通りワルシャワ市電とシュチェチン市電に導入された。そのうちシュチェチン市電については2001年に導入された車両に加えて2007年にプロトラム（Protram）がライセンス生産した車両の増備が実施された。また、ワルシャワ市電向け車両はその前面デザインからポーランド語で「イルカ」を意味する「デルフィン（Delfin）」という愛称で呼ばれている。これらの車両の製造年をはじめとした諸元は以下の通りである。
| 105N2k/2000 導入都市一覧        | 105N2k/2000 導入都市一覧 | 105N2k/2000 導入都市一覧 | 105N2k/2000 導入都市一覧       |
| 都市                            | 両数                     | 製造年                   | 備考・参考                     |
| ------------------------------- | ------------------------ | ------------------------ | ------------------------------ |
| ワルシャワ (ワルシャワ市電)     | 31両                     | 2000 - 01年              | 前方に連結(A車、105N2k/A/2000) |
| ワルシャワ (ワルシャワ市電)     | 31両                     | 2000 - 01年              | 後方に連結(B車、105N2k/B/2000) |
| シュチェチン (シュチェチン市電) | 14両                     | 2000 - 01年              |                                |
| シュチェチン (シュチェチン市電) | 6両                      | 2007年                   | プロトラムのライセンス生産車両 |

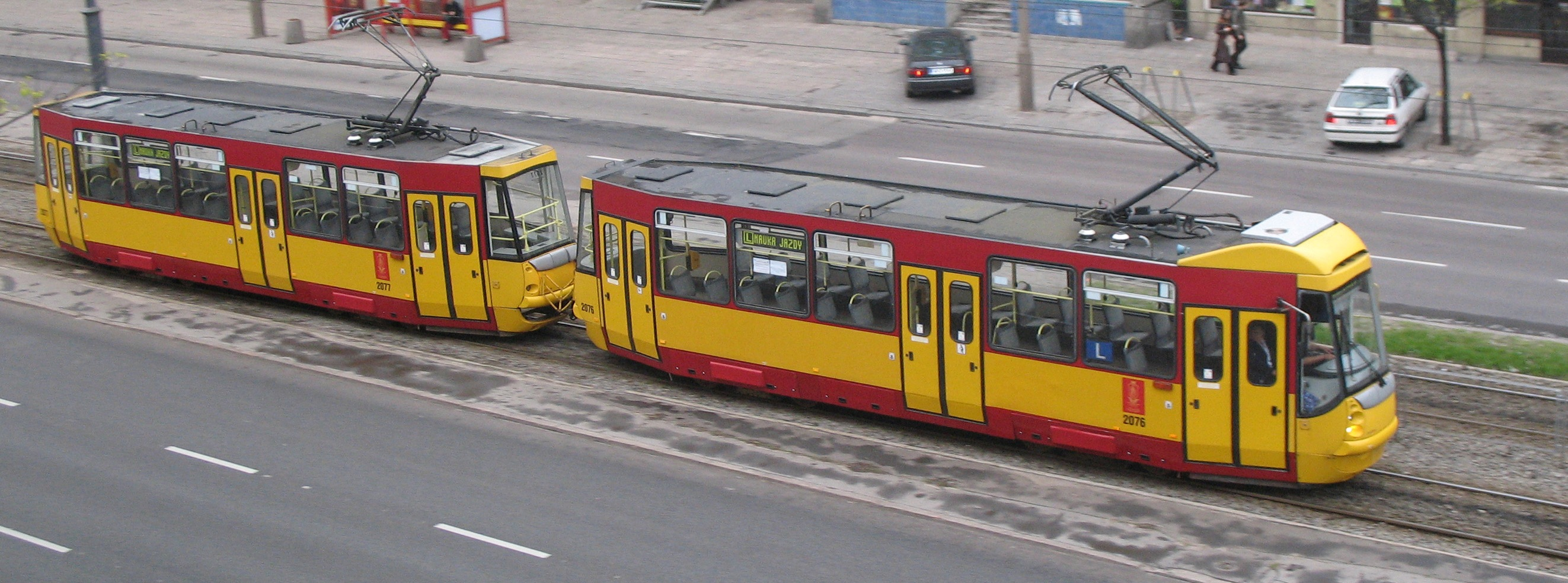
ワルシャワ市電 （2008年撮影）
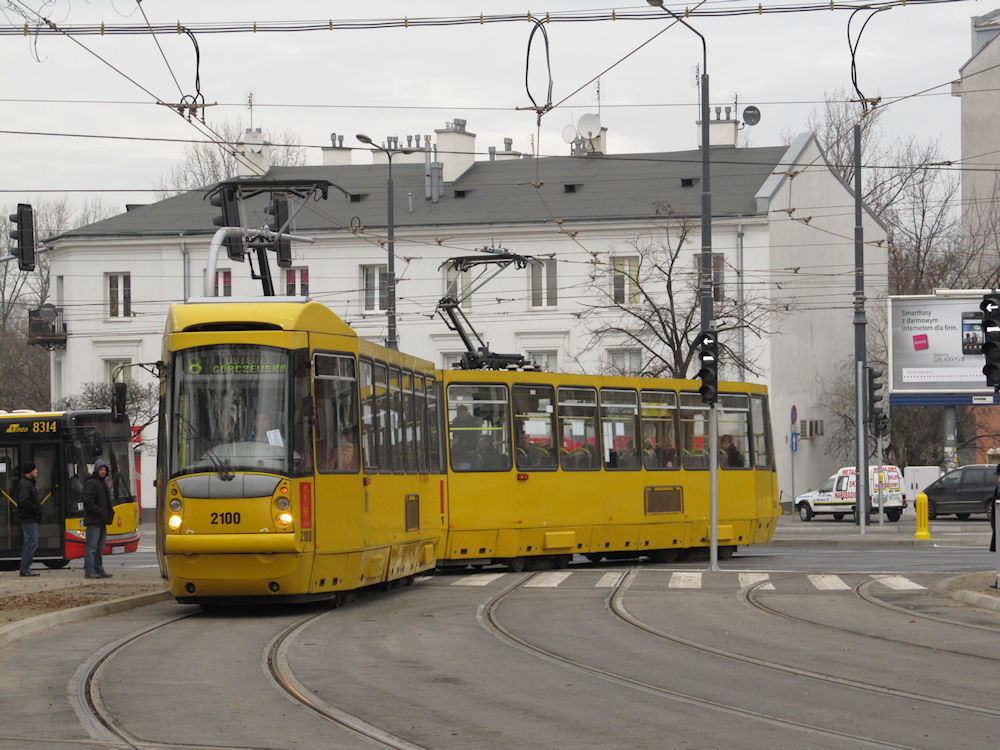
ワルシャワ市電 （2014年撮影）
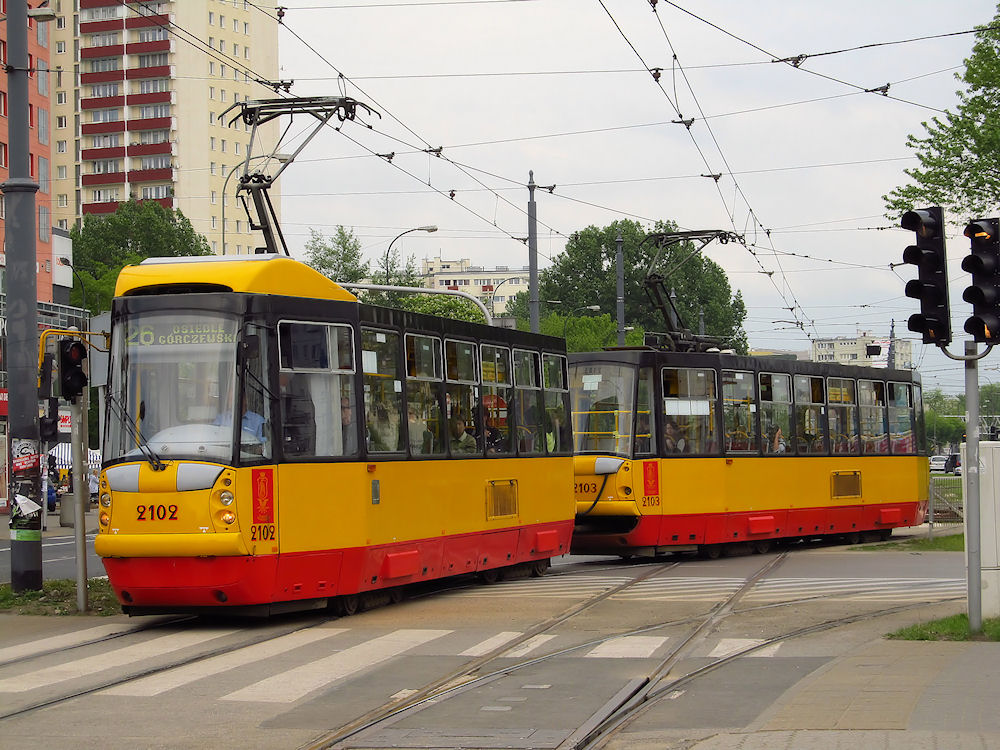
ワルシャワ市電 （2015年撮影）
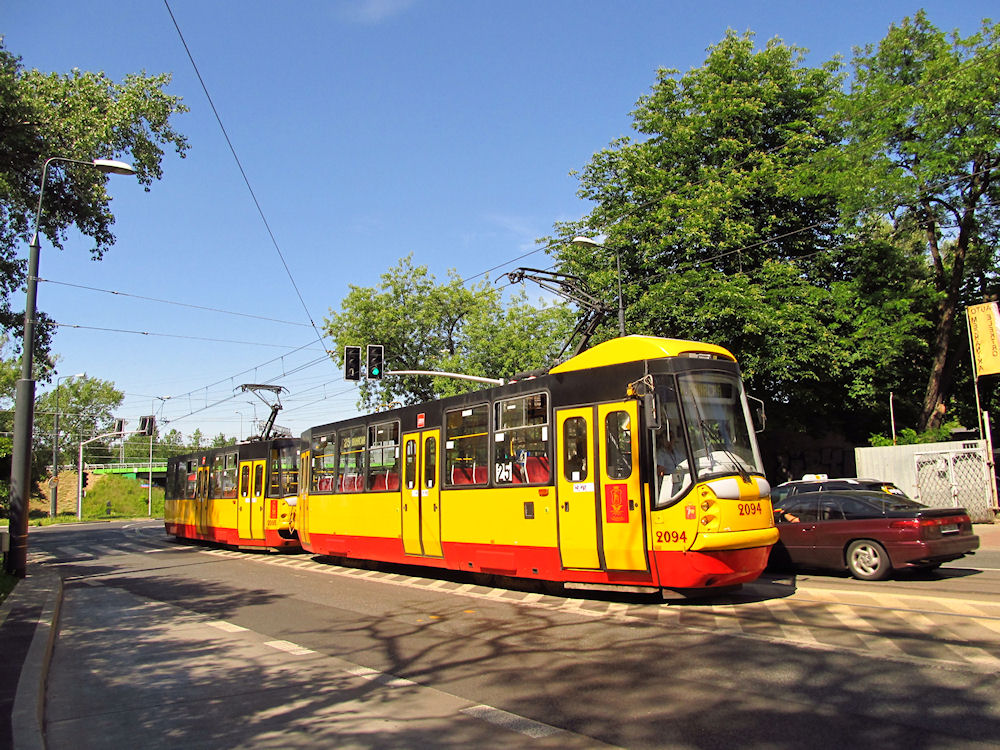
ワルシャワ市電 （2016年撮影）
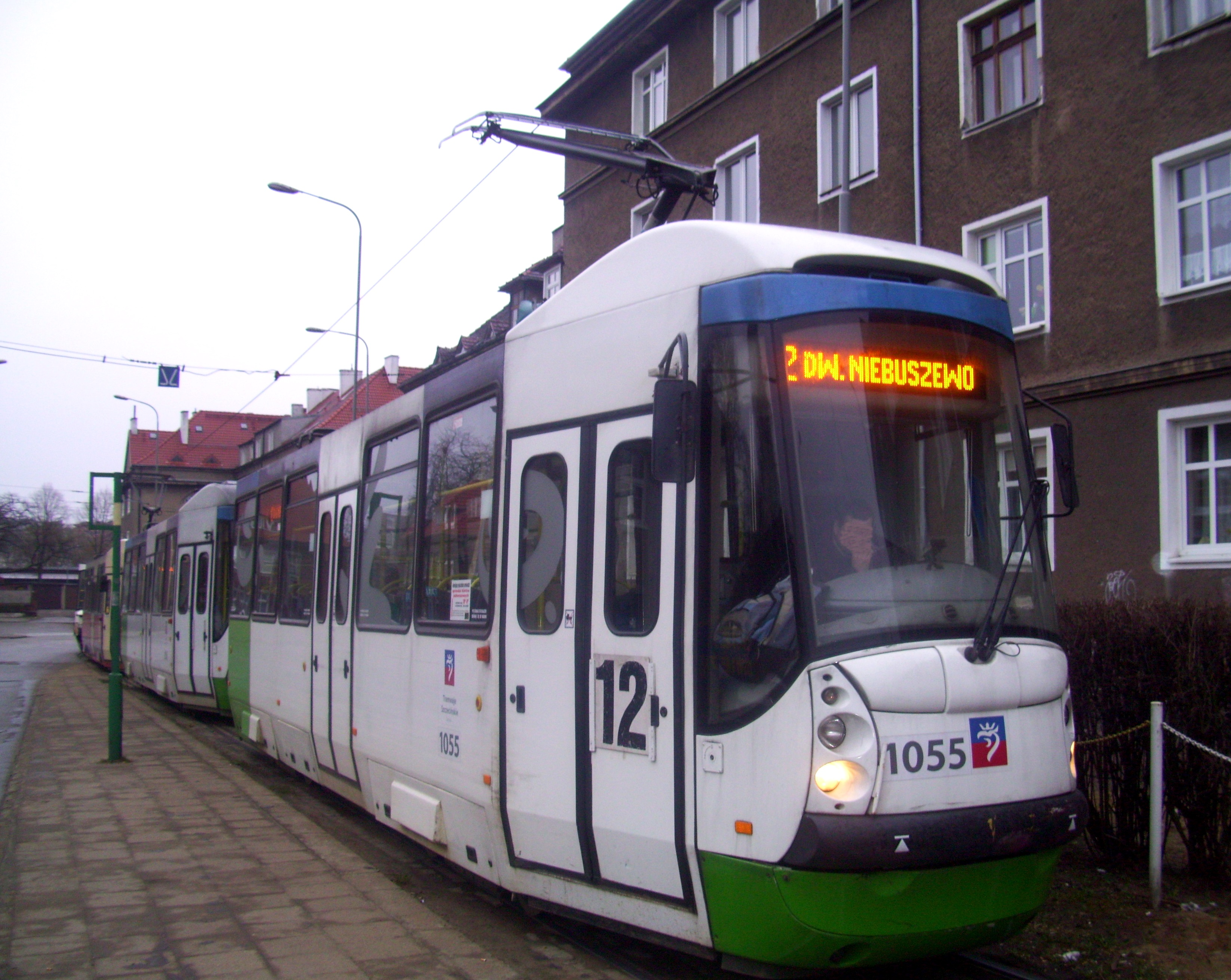
シュチェチン市電 （アルストム・コンスタル生産車両） （2011年撮影）
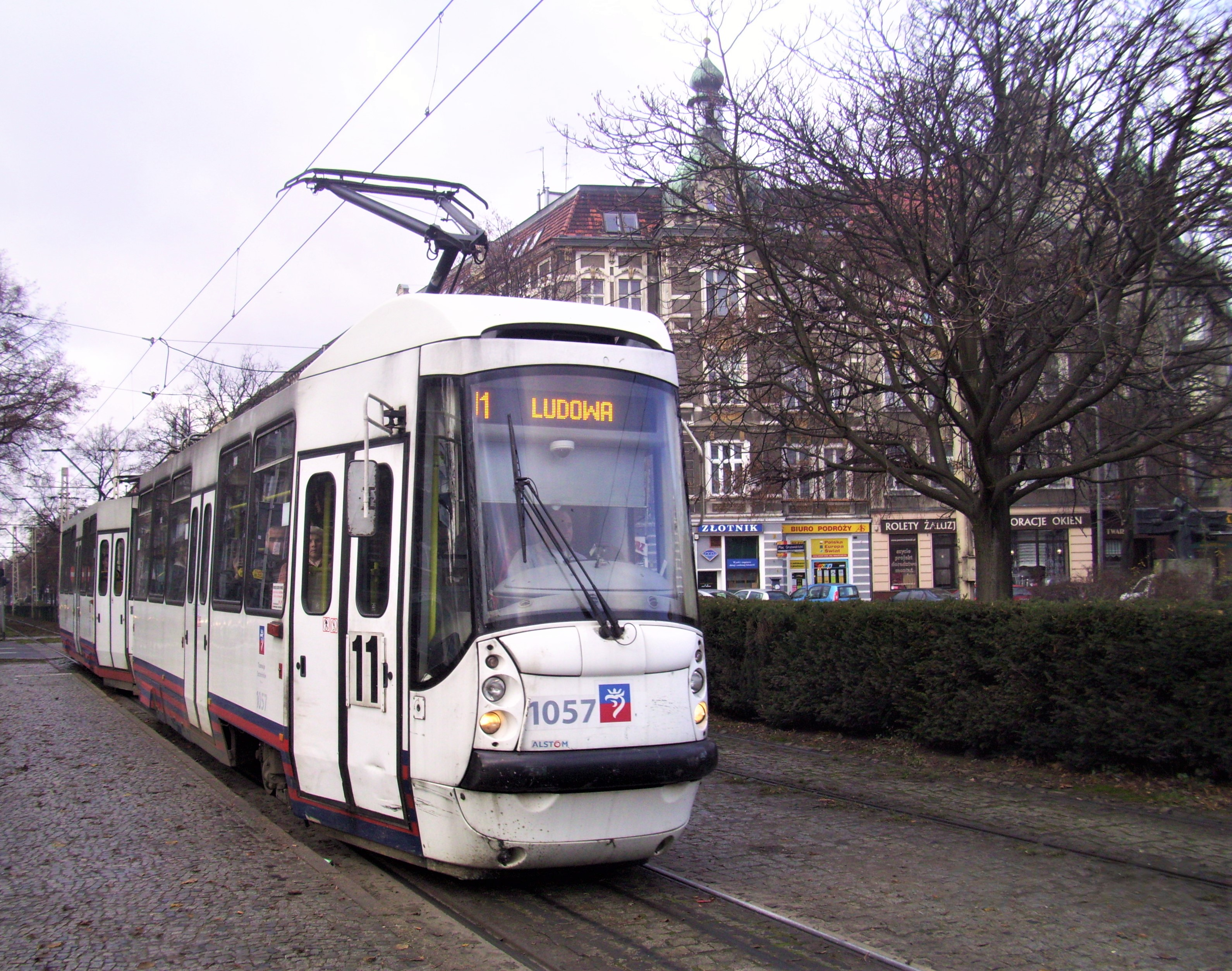
シュチェチン市電 （プロトラム生産車両） （2009年撮影）